# Палац Дунін-Борковських (Городок)
Палац Дунін-Борковських — історична будівля, пам'ятка архітектури місцевого значення (охоронний номер 541). у селі Городку Тернопільської области.

## Історія і опис
Зведений на початку XX ст. в класицистичному стилі.
У період Першої світової війни пошкоджений та розграбований (були колекції творів мистецтва, стародруків та інших речей). У 1920 році частково відновлений. Навколо палацу був великий парк, площею 2 га.
Під час радянської влади палац перебудували. Нині використовується, як школа.